# Giso IV.
Giso IV. (* um 1070; † 12. März 1122) war Graf im Oberlahngau und ab 1121 Graf von Gudensberg in Niederhessen und Reichsbannerträger. Mit ihm erreichte das Grafengeschlecht der Gisonen den Höhepunkt seiner Territorialbesitzungen und Vogteirechte.
Giso IV. ist erstmals 1099 urkundlich bezeugt, als Sohn der Gräfin Mathilde, die in erster Ehe entweder mit Giso II. oder mit Giso III. verheiratet war. (Sie war in zweiter Ehe mit Graf Adalbert von Saffenberg an der Ahr verheiratet, lebte nach dessen Tod 1109 auf der Gisonenburg Hollende bei Wetter nördlich von Marburg und starb 1110.)
Durch seine Heirat mit Kunigunde von Bilstein, Tochter des Grafen Rugger II. von Bilstein und (vermutlich, aber nicht bewiesen) einer namentlich unbekannten Tochter des Grafen Werner III. von Gudensberg, erwarb Giso zusätzlich zu seinen vom Vater ererbten Rechten und Besitzungen erheblichen Besitz sowie Vogteirechte im Werragebiet, im Oberlahngau und am Rhein – so u. a. die Vogteien über die Abtei Hersfeld und das Stift St. Florin in Koblenz.
Wie auch Werner IV. „von Grüningen“, Graf von Gudensberg, mit dem er häufig in Urkunden gemeinsam erwähnt wird, gehörte Giso IV. zu den engeren Gefolgsleuten und Vertrauten von Kaiser Heinrich IV. Auch nach dessen durch seinen Sohn Heinrich V. erzwungenen Abdankung Ende 1105 blieb Giso zunächst kaisertreu. So zog er 1114 gegen Erzbischof Friedrich I. von Köln, der im Investiturstreit auf der päpstlichen Seite stand, und fügte dabei dem Kloster Grafschaft im Sauerland beträchtlichen Schaden zu. Danach wechselte er, wie auch Werner IV. von Grüningen, die Seite. Zwischen 1115 und 1118 trugen die beiden Grafen nach und nach alle in ihrem Besitz befindlichen Reichsgüter in Ober- und Niederhessen, einschließlich der Gisonenstammburg Hollende, dem Erzbischof Adalbert von Mainz, einem erklärten Kaisergegner im Investiturstreit, als Lehen an. Damit kam Kurmainz dem Ziel, in Hessen ein großes und möglichst geschlossenes Territorium zu beherrschen, erheblich näher.
Als Werner IV. von Grüningen am 22. Februar 1121 ohne Erben starb, trat Giso IV., vermutlich auf Grund seiner Ehe mit Kunigunde von Bilstein, dessen Erbe an: schon im gleichen Jahre wurde er als Giso IV. „comes de Udenesberc“ (Graf von Gudensberg) urkundlich erwähnt.
Gisos Ehe mit Kunigunde von Bilstein entstammten zwei Kinder: Hedwig, die im Jahre 1110 mit Graf (später Landgraf) Ludwig I. von Thüringen vermählt wurde, und Giso V., der seinen Vater beerbte. Giso IV., Graf von Gudensberg, starb am 12. März 1122.
Ungeklärt ist, ob seine Frau Kunigunde durch die Bilsteiner Ansprüche die Grafen Werner beerbte und dadurch die Grafschaft Maden-Gudensberg sowie das Amt des Reichsbannerträgers an Giso IV. brachte. Dies ist jedoch zu vermuten, denn nach dem Tode Gisos IV. und bis zur Volljährigkeit seines Sohnes Giso V. hatte dessen Stiefvater Heinrich Raspe I., der Kunigunde 1223 geheiratet hatte, das Amt des Reichsbannerträgers inne.